# NGC 3649
NGC 3649 је спирална галаксија у сазвежђу Лав која се налази на NGC листи објеката дубоког неба.
Деклинација објекта је + 20° 12' 31" а ректасцензија 11h 22m 14,8s. Привидна величина (магнитуда) објекта NGC 3649 износи 13,7 а фотографска магнитуда 14,6. NGC 3649 је још познат и под ознакама IC 682, UGC 6386, MCG 3-29-38, CGCG 96-36, KCPG 281B, PGC 34883.